# Dubravice Donje
Dubravice Donje su naselje u distriktu Brčko, BiH.

## Stanovništvo
Nacionalni sastav stanovništva 1991. godine, bio je sljedeći:
ukupno: 396
- Hrvati - 368
- Bošnjaci - 1
- ostali, neopredijeljeni i nepoznato - 27